# Supermarine Type 322
Il Supermarine Type 322 fu un aereo militare multiruolo imbarcato, monomotore, monoplano ad ala medio alta, sviluppato dall'azienda aeronautica britannica Supermarine Aviation Works nei primi anni quaranta e rimasto allo stadio di prototipo.
Realizzato per rispondere ad una richiesta dell'Air Ministry britannico, ad una valutazione comparativa non riuscì a superare le prestazioni del Fairey Barracuda e il suo sviluppo venne interrotto.

## Storia del progetto
Nel novembre 1937 l'Air Ministry, il ministero che all'epoca era responsabile della gestione dell'intera aviazione civile e militare nel Regno Unito, emise una specifica, indicata come S.24/37, che potesse rispondere alle esigenze dell'Operational Requirement OR.35, un modello imbarcato in grado di svolgere missioni di attacco come aerosilurante o bombardiere leggero verso obiettivi navali e di ricognizione aerea operando da portaerei della Royal Navy e di sostituire in servizio il Fairey Albacore.
Delle sei aziende nazionali, tra cui Blackburn, Fairey, Supermarine e Westland, che decisero di presentare progetti preliminari, vennero selezionati i progetti della Fairey, Type 100, e quello della Supermarine, Type 322, con l'emissione di un ordine di fornitura per due prototipi da avviare a prove di valutazione comparative. I lavori iniziarono nel febbraio del 1939 e nell'agosto successivo vennero firmati i contratti per la produzione.
L'ufficio tecnico della Supermarine aveva elaborato il progetto relativo ad un velivolo monoplano ad ala alta e carrello d'atterraggio fisso, inizialmente inteso per essere equipaggiato con un motore Rolls-Royce Exe, caratterizzato principalmente dall'adozione di un'ala ad angolo d'incidenza variabile, caratteristica inusuale e utilizzata per la prima volta sul velivolo biplano presentato dal francese Paul Scmitt all'edizione del 1913 del Salone internazionale dell'aeronautica di Parigi.
L'ala ad incidenza variabile permise di realizzare una fusoliera che permettesse all'equipaggio di avere un angolo ottimale in fase di rullaggio e di conseguenza un'ottima visibilità, caratteristica utile nelle operazioni di decollo e atterraggio dal ponte di volo di una portaerei specie per la tipologia del carrello adottata dal modello. L'incidenza poteva essere variata tra i 2°, quando l'impostazione degli ipersostentatori era neutra, e i 16° quando gli ipersostentatori erano abbassati di 60°. Il coefficiente di portanza con l'ala in questo contesto era 3,9 (il doppio di velivoli convenzionali e contemporanei), dando una velocità di stallo di 57 kt. Altra caratteristica dell'ala era la possibilità di essere ripiegabile, accorgimento tecnico che, al prezzo di un minimo aumento di peso complessivo, permetteva di risparmiare spazio utile nel rimessaggio del velivolo su una portaerei. Il carrello era un robusto e semplice triciclo posteriore, con gambe di forza anteriori fisse e ruotino d'appoggio posizionato sotto la coda, soluzione ritenuta necessaria per la difficoltà tecnica di poter ritrarre gli elementi anteriori nel piano alare.
Il prototipo venne costruito con struttura lignea, soluzione scelta anche per il bombardiere Armstrong Whitworth Albemarle, in quanto si temeva che durante la sua realizzazione potesse scarseggiare la lega leggera. Inoltre per i problemi di affidabilità dell'Exe, un motore 24 cilindri a X raffreddati ad aria, ritenuti irrisolvibili, lo sviluppo del nuovo propulsore venne cancellato nel 1938 costringendo l'ufficio tecnico ad adattare la cellula al più affidabile Rolls-Royce Merlin.